# Patagón (tanque)
El Patagón es un tanque ligero desarrollado en Argentina a principios de la década de 2000. Se basa en un chasis SK-105 Kürassier con una torreta AMX-13 restaurada. El proyecto fue cancelado a fines de 2008.

## Desarrollo

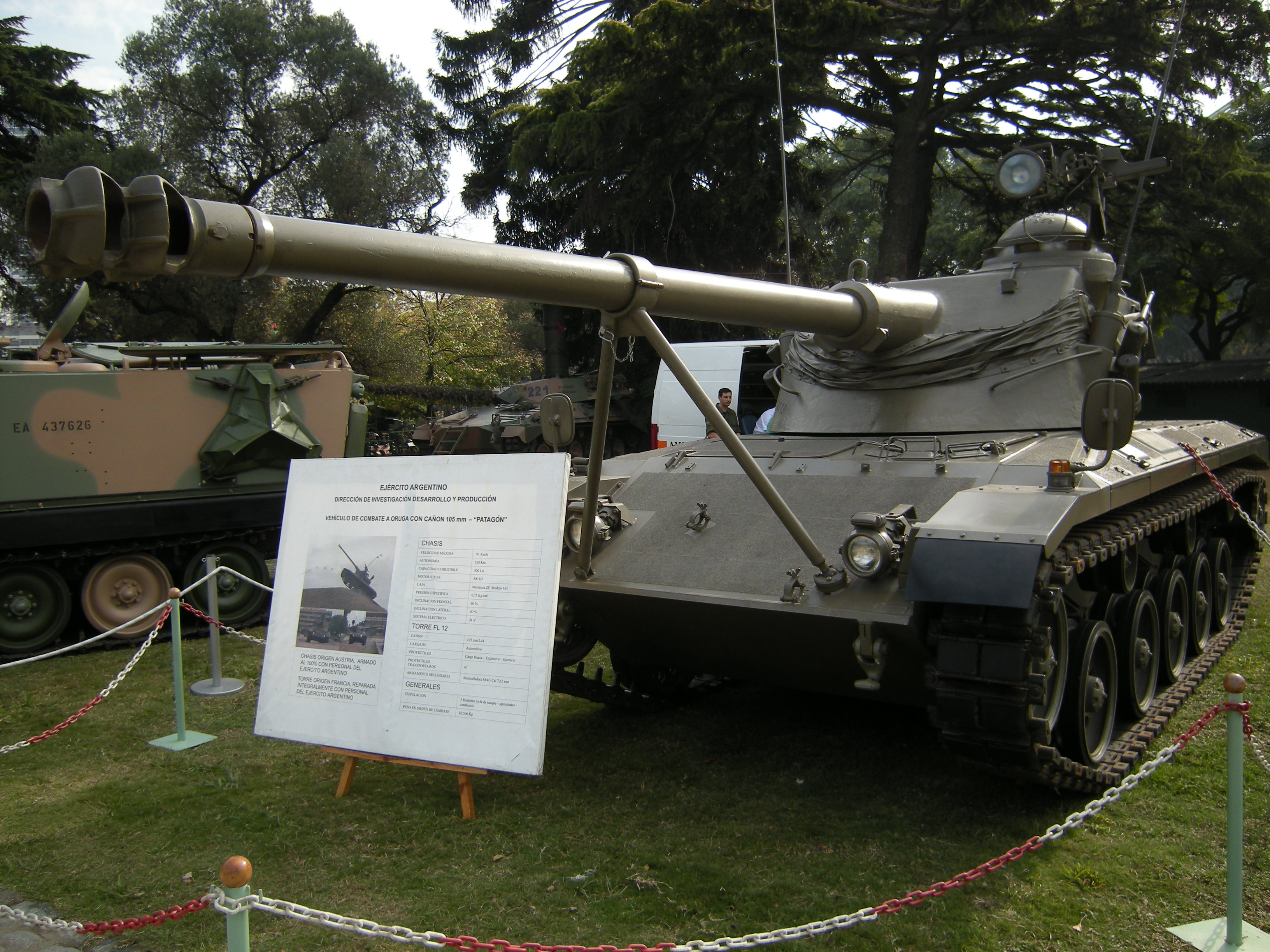
El prototipo Patagón mostrado en la exposición de Ejército Argentino en mayo de 2008.

En 2003, el ejército argentino definió objetivos para aumentar sus capacidades, entre ellos nacionalizar la fabricación de sus equipos; el proyecto de actualización del tanque VC SK-105 "Patagón" fue parte de ese esfuerzo. Se planeó convertir y actualizar hasta 40 vehículos a un costo esperado de USD 23,4 millones en el período 2005-2009; estos vehículos iban a ser ensamblados en Comodoro Rivadavia y provistos a las unidades del ejército con base en la Patagonia.
El vehículo está compuesto por un chasis SK-105 Kürassier que monta una torreta oscilante FL-12 restaurada y armada con un cañón de 105 mm, obtenida de los obsoletos tanques AMX-13. Ambos vehículos estaban en servicio con el ejército argentino a principios de la década de 2000. La mayoría de las especificaciones técnicas de Patagón son similares al SK-105.
El prototipo Patagón fue presentado el 22 de noviembre de 2005; sin embargo, el proyecto fue cancelado a fines de 2008, ya que se consideró antieconómico.

## Producción
A finales de 2014, se han completado cuatro unidades, además del prototipo presentado en 2005, cancelándose por falta de presupuesto.

## Operadores
- Ejército Argentino[3]

#### En línea
- «Patagón: el tanque de fabricación argentina fue presentado ayer». DERF. Santa Fe, Argentina. 23 de noviembre de 2005. Archivado desde el original el 13 de noviembre de 2014. Consultado el 19 de julio de 2018.
- «Argentine Army tank assemby plant in Comodoro» [Planta de ensamblaje de tanques del Ejército Argentino en Comodoro]. Mercopress (en inglés). 24 de noviembre de 2005. Consultado el 19 de julio de 2018.
- «Argentina abandona el proyecto de blindado Patagón» (HTML). Infodefensa.com. IDS. 27 de diciembre de 2008. Consultado el 19 de julio de 2018. (requiere suscripción).

#### Bibliográfica
- Foss, Christopher F, ed. (2011). Jane's Armour and Artillery 2011-2012 [Blindados y Artillería por Jane 2011-2012] (en inglés) (32.ª edición). Londres, Reino Unido: Janes Information Group (publicado el 9 de junio de 2011). ISBN 978-0710629609. Consultado el 29 de diciembre de 2014.